# Alberto Remedios
Alberto Remedios (Liverpool, 27 de febrero de 1935-Australia, 11 de junio de 2016) fue un tenor británico particularmente conocido por sus interpretaciones del repertorio wagneriano.
Nieto de un marinero español que recaló en Liverpool para quedarse, estudió con Edwin Francis y Clives Carey en el Royal College of Music en Londres.
Cantó principalmente en la Sadler's Wells Opera y English National Opera como Alfredo, Fausto, Samson, Bacchus, Max y otros roles. También actuó en el Metropolitan Opera (1976), Teatro Colón (como Peter Grimes en 1979), la Ópera de San Francisco (1973) y en diferentes casas líricas de Alemania.
Es recordado como Siegmund y Siegfried en El anillo del nibelungo, en las representaciones grabadas junto a Rita Hunter dirigidos por Sir Reginald Goodall, así como en la versión en inglés de Los maestros cantores de Núremberg, Parsifal y Tristan und Isolde junto a Hunter, además de Radamés, Otello, Eneas y Mark bajo la dirección de Colin Davis.
Retirado de la actividad en 1999, mudóse a Australia. Se casó en dos oportunidades y tuvo tres hijos. Su hermano Ramon, también tenor, actuó con él en recitales.